# Андрієвка (Ричковська сільська рада)
Андрі́євка (рос. Андреевка) — присілок у складі Сєверного району Оренбурзької області, Росія.

## Населення
Населення — 19 осіб (2010; 49 у 2002).
Національний склад (станом на 2002 рік):
- росіяни — 96 %